# Roland Garros 2003

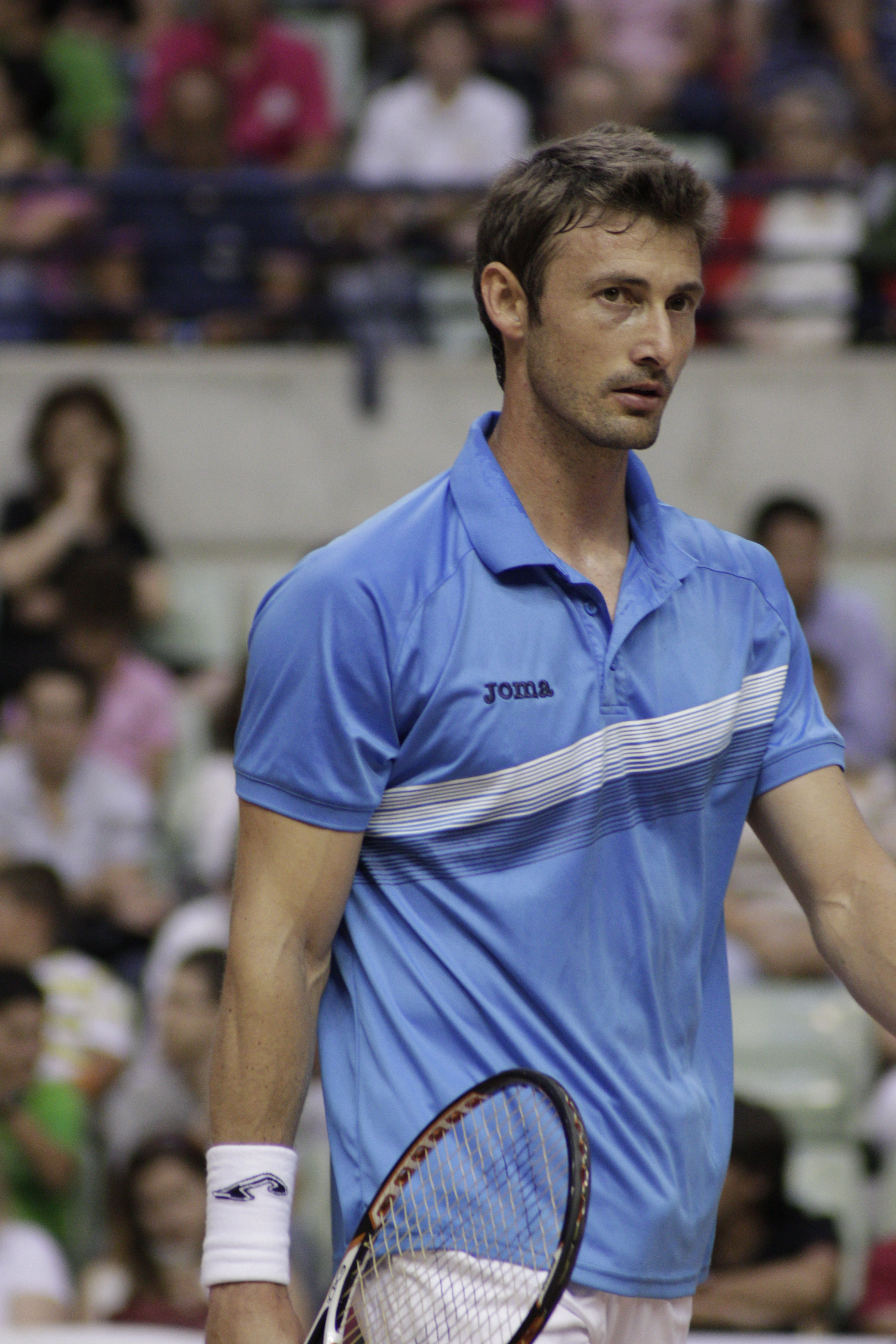
Juan Carlos Ferrero, winnaar bij de mannen.

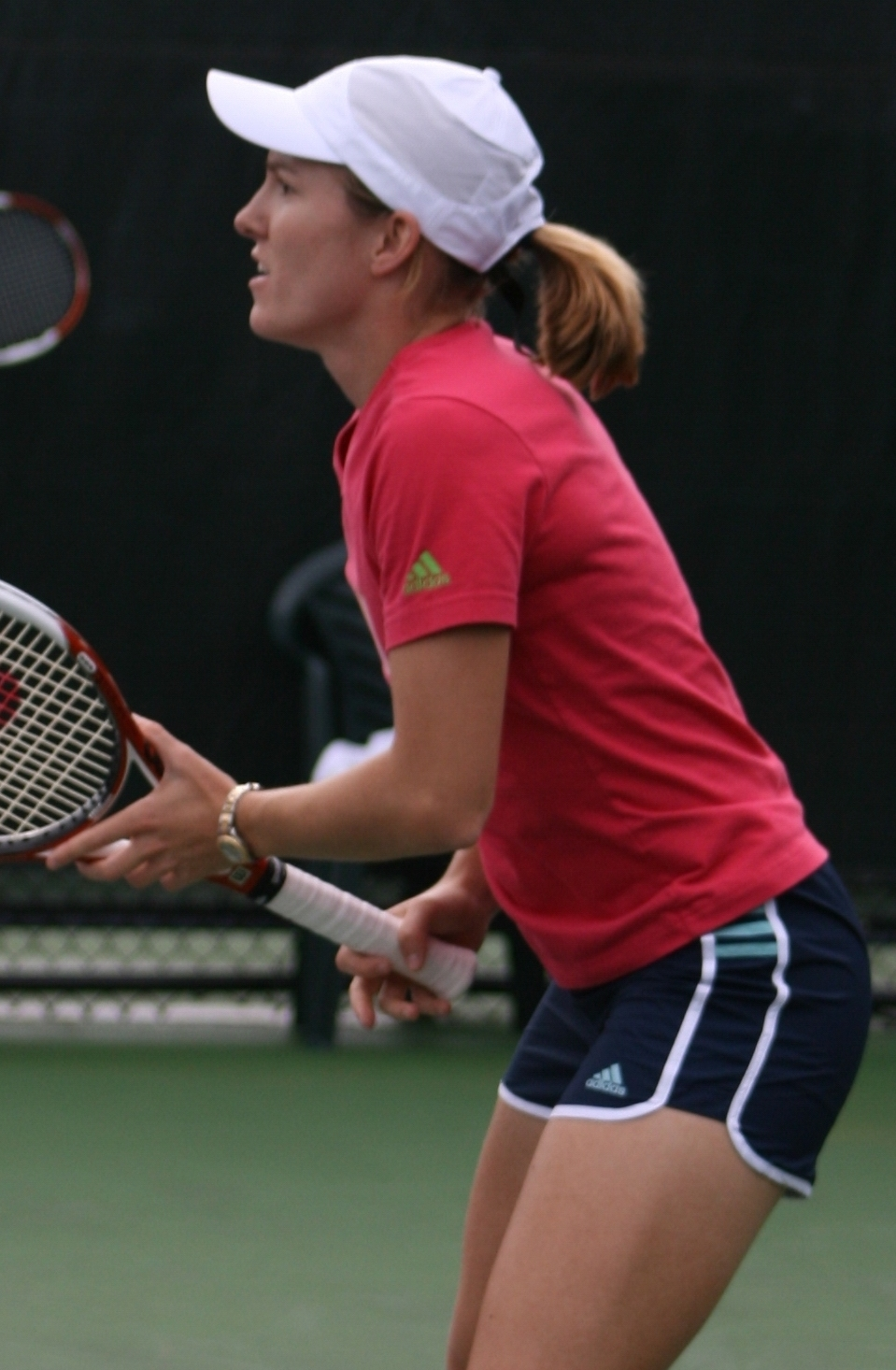
Justine Henin, winnares bij de vrouwen.

De 102e editie van het Franse grandslamtoernooi, Roland Garros 2003, werd gehouden van maandag 26 mei tot en met zondag 8 juni 2003. Voor de vrouwen was het de 96e editie. Het toernooi werd gespeeld in het Roland-Garrosstadion in het 16e arrondissement van Parijs.

## Belangrijkste uitslagen
Mannenenkelspel

Finale: Juan Carlos Ferrero (Spanje) won van Martin Verkerk (Nederland) met 6-1, 6-3, 6-2
Vrouwenenkelspel

Finale: Justine Henin-Hardenne (België) won van Kim Clijsters (België) met 6-0, 6-4
Mannendubbelspel

Finale: de broers Bob Bryan (VS) en Mike Bryan (VS) wonnen van Paul Haarhuis (Nederland) en Jevgeni Kafelnikov (Rusland) met 7-6, 6-3
Vrouwendubbelspel

Finale: Kim Clijsters (België) en Ai Sugiyama (Japan) wonnen van Virginia Ruano Pascual (Spanje) en Paola Suárez (Argentinië) met 65-7, 6-2, 9-7
Gemengd dubbelspel

Finale: Lisa Raymond (VS) en Mike Bryan (VS) wonnen van Jelena Lichovtseva (Rusland) en Mahesh Bhupathi (India) met 6-3, 6-4
Meisjesenkelspel

Finale: Anna-Lena Grönefeld (Duitsland) won van Vera Doesjevina (Rusland) met 6-4, 6-4
Meisjesdubbelspel

Finale: Marta Fraga Pérez (Spanje) en Adriana González Peñas (Spanje) wonnen van Kateřina Böhmová (Tsjechië) en Michaëlla Krajicek (Nederland) met 6-0, 6-3
Jongensenkelspel

Finale: Stanislas Wawrinka (Zwitserland) won van Brian Baker (VS) met 7-5, 4-6, 6-3
Jongensdubbelspel

Finale: György Balázs (Hongarije) en Dudi Sela (Israël) wonnen van Kamil Čapkovič (Slowakije) en Lado Chikhladze (Georgië) met 5-7, 6-1, 6-2
1891 · 1892 · 1893 · 1894 · 1895 · 1896 · 1897 · 1898 · 1899 · 1900 · 1901 · 1902 · 1903 · 1904 · 1905 · 1906 · 1907 · 1908 · 1909 · 1910 · 1911 · 1912 · 1913 · 1914 · 1915–1919 · 1920 · 1921 · 1922 · 1923 · 1924 · 1925 · 1926 · 1927 · 1928 · 1929 · 1930 · 1931 · 1932 · 1933 · 1934 · 1935 · 1936 · 1937 · 1938 · 1939 · 1940–1945 · 1946 · 1947 · 1948 · 1949 · 1950 · 1951 · 1952 · 1953 · 1954 · 1955 · 1956 · 1957 · 1958 · 1959 · 1960 · 1961 · 1962 · 1963 · 1964 · 1965 · 1966 · 1967
↓ open tijdperk ↓
1968 (m-v-md-vd-gd) · 1969 (m-v-md-vd-gd) · 1970 (m-v-md-vd-gd) · 1971 (m-v-md-vd-gd) · 1972 (m-v-md-vd-gd) · 1973 (m-v-md-vd-gd) · 1974 (m-v-md-vd-gd) · 1975 (m-v-md-vd-gd) · 1976 (m-v-md-vd-gd) · 1977 (m-v-md-vd-gd) · 1978 (m-v-md-vd-gd) · 1979 (m-v-md-vd-gd) · 1980 (m-v-md-vd-gd) · 1981 (m-v-md-vd-gd) · 1982 (m-v-md-vd-gd) · 1983 (m-v-md-vd-gd) · 1984 (m-v-md-vd-gd) · 1985 (m-v-md-vd-gd) · 1986 (m-v-md-vd-gd) · 1987 (m-v-md-vd-gd) · 1988 (m-v-md-vd-gd) · 1989 (m-v-md-vd-gd) · 1990 (m-v-md-vd-gd) · 1991 (m-v-md-vd-gd) · 1992 (m-v-md-vd-gd) · 1993 (m-v-md-vd-gd) · 1994 (m-v-md-vd-gd) · 1995 (m-v-md-vd-gd) · 1996 (m-v-md-vd-gd) · 1997 (m-v-md-vd-gd) · 1998 (m-v-md-vd-gd) · 1999 (m-v-md-vd-gd) · 2000 (m-v-md-vd-gd) · 2001 (m-v-md-vd-gd) · 2002 (m-v-md-vd-gd) · 2003 (m-v-md-vd-gd) · 2004 (m-v-md-vd-gd) · 2005 (m-v-md-vd-gd) · 2006 (m-v-md-vd-gd) · 2007 (m-v-md-vd-gd) · 2008 (m-v-md-vd-gd) · 2009 (m-v-md-vd-gd) · 2010 (m-v-md-vd-gd) · 2011 (m-v-md-vd-gd) · 2012 (m-v-md-vd-gd) · 2013 (m-v-md-vd-gd) · 2014 (m-v-md-vd-gd) · 2015 (m-v-md-vd-gd) · 2016 (m-v-md-vd-gd) · 2017 (m-v-md-vd-gd) · 2018 (m-v-md-vd-gd) · 2019 (m-v-md-vd-gd) · 2020 (m-v-md-vd) · 2021 (m-v-md-vd-gd) · 2022 (m-v-md-vd-gd) · 2023 (m-v-md-vd-gd) · 2024 (m-v-md-vd-gd)
Lijst van Roland Garroswinnaars